# Autonome Buyei & Miao prefectuur Qianxinan
Qianxinan is een autonome prefectuur in de zuidelijke provincie Guizhou, Volksrepubliek China.
Hier volgt een lijst met het aantal van de Officiële etnische groepen van de Volksrepubliek China in deze autonome prefectuur:
| Nationaliteit                 | Aantal    | Percentage |
| ----------------------------- | --------- | ---------- |
| Han-Chinezen                  | 1.648.221 | 57,53%     |
| Buyi                          | 860.564   | 30,04%     |
| Miao                          | 215.187   | 7,51%      |
| Yi                            | 58.766    | 2,05%      |
| Hui                           | 27.936    | 0,98%      |
| Li                            | 26.740    | 0,93%      |
| Gelao                         | 5.063     | 0,18%      |
| Zhuang                        | 4.189     | 0,15%      |
| Etnische achtergrond onbekend | 4.169     | 0,15%      |
| Yao                           | 2.701     | 0,09%      |
| Dong                          | 2.482     | 0,09%      |
| Mongolen                      | 1.953     | 0,07%      |
| Bai                           | 1.945     | 0,07%      |
| Shui                          | 1.674     | 0,06%      |
| Tujia                         | 1.457     | 0,05%      |
| Overige                       | 1.873     | 0,06%      |